# المركبة التكتيكية الخفيفة المشتركة
المركبة التكتيكية الخفيفة المشتركة (بالإنجليزية: Joint Light Tactical Vehicle) وعُرفت كذلك باسم المركبة القتالية الخفيفة التكتيكية لكل التضاريس في تسويق شركة أوشكوش)، هي مركبة خفيفة متعددة الأدوار للاستخدام القتالي. اختيرت المركبة التكتيكية الخفيفة التي طورتها شركة أوشكوش للاستحواذ في إطار برنامج المركبات التكتيكية الخفيفة المشتركة بقيادة الجيش الأمريكي. في المراحل المبكرة للغاية من البرنامج، اقتُرح أن تحل المركبة التكتيكية الخفيفة المشتركة محل المركبة ذات العجلات المتعددة الأغراض عالية الحركة (HMMWV) على أساس إحلال كل مركبة بالأخرى. من المقترح الآن أن تحل المركبة التكتيكية الخفيفة المشتركة محل HMMWV جزئيًّا.
صُممت المركبة القتالية الخفيفة لكل التضاريس لتقديم مستوى من الحماية مماثل لمستوى التصميمات الثقيلة والأقل قدرة على المناورة والمحمية من الكمائن والألغام، حيث تتمتع هذه المركبات بحماية أكبر من الانفجار مقارنة بمركبات HMMWV المدرعة التي سُلمت لتحل محلها في العمليات النشطة.
في أغسطس 2015، اختيرت المركبة القتالية الخفيفة لكل التضاريس كفائز ببرنامج المركبة التكتيكية الخفيفة المشتركة. قُدم أول طلب تسليم للمركبة في مارس 2016 حيث طلب الجيش الأمريكي 657 وحدة. كانت المتطلبات الإجمالية متقلبة، ولكن اعتبارًا من يناير 2022، ووفقًا لمايكل سبرينج، مدير مشروع المركبة، أن عدد الوحدات المخصصة للجيش يبلغ 49099 وحدة؛ وحوالي 12500 وحدة لسلاح مشاة البحرية؛ و2000 وحدة للقوات الجوية (تعتمد على التمويل)؛ وحوالي 400 وحدة للبحرية.
حققت المركبة التكتيكية الخفيفة المشتركة القدرة التشغيلية الأولية في سلاح مشاة البحرية الأمريكية في عام 2019. استعاد الجيش حق تصنيع المركبة بدءًا من الطراز A2. في عام 2023، اختار الجيش جنرال أيه إم. وتتوقع شركة أوشكوش إنتاج المركبات حتى أوائل عام 2025، وتحتفظ بحق إنتاج هذه المركبات للبيع التجاري المباشر.

## المستخدمون
- الولايات المتحدة في فبراير 2023، حصلت شركة أيه إم جنرال على عقد بقيمة 8.7 مليار دولار لإنتاج 20000 من المركبات التكتيكية الخفيفة المشتركة.[4]
- إسرائيل طلبت 75 وحدة من خلال برنامج المساعدات العسكرية الأجنبية في نوفمبر 2023.[5]
- ليتوانيا وقعت الحكومة الليتوانية عقدًا لشراء 200 وحدة في 2019.[6]
- كندا: في أغسطس 2025، أعلنت وزارة الخارجية الأمريكية الموافقة على بيع كندا 60 مركبة من طراز المركبة التكتيكية الخفيفة المشتركة.[7]